# Bernardino Fernández de Velasco y Mendoza
Bernardino Fernández de Velasco y Mendoza  (1454-Burgos, 9 de febrero de 1512) fue un noble, político y militar español conocido como el «Gran Condestable» por sus hazañas y poder. Ostentó las dignidades de I duque de Frías, III conde de Haro y II condestable de Castilla, y dentro de los cargos ocupados destaca el de virrey y capitán general del Reino de Granada y camarero mayor del rey.

## Biografía
Nacido en 1454, fue miembro de uno de los linajes más antiguos y poderosos del Reino de Castilla, la Casa de Velasco, por ser hijo de Pedro Fernández de Velasco y Manrique de Lara (1425-1492), II conde de Haro y I condestable de Castilla, camarero mayor de Enrique IV y virrey y gobernador de Castilla, y de Mencía de Mendoza y Figueroa, hija de Íñigo López de Mendoza, I marqués de Santillana, I conde del Real de Manzanares y señor de Hita y Buitrago, y de Catalina Suárez de Figueroa.
Fue un personaje importante en la corte de los Reyes Católicos, a quienes sirvió en la Guerra de Granada, siendo nombrado tras la conquista, virrey y capitán general del nuevo reino cristiano. Además, por los servicios prestados, los monarcas le concedieron el 20 de marzo de 1492 el ducado de Frías, según consta en la cédula firmada en ese fecha en Santa Fe (Granada). 
Tras la muerte de los monarcas y el ascenso al trono de su hija la reina Juana I de Castilla, formó parte del triunvirato que aconsejaba a la reina en 1506, junto al cardenal Francisco Jiménez de Cisneros y Pedro Manrique de Lara y Sandoval, I duque de Nájera. 
Fue sepultado, al igual que sus dos mujeres, en el monasterio de Santa Clara de Medina de Pomar, donde la Casa de Frías edificó su panteón familiar.

## Matrimonios y descendencia
Casó en primeras nupcias, el 1 de marzo de 1472, con Blanca de Herrera y Niño de Portugal (m. 1499), viuda de Alfonso Téllez-Girón, I conde de Ureña, V señora de Pedraza, hija y heredera de García González de Herrera, IV señor de dicha villa, y de María Niño de Portugal. Llevó en dote esta señora la villa y castillo de Pedraza, Torremormojón y la villa de Talaván, y nacieron de este enlace:
- Ana de Velasco y Herrera, casada con Alonso Pimentel y Pacheco, V conde y II duque de Benavente.[2][3]

Contrajo un segundo matrimonio, en 1502, con Juana de Aragón (m. 1510),  que fue engendrada en Tàrrega en algún momento de la primavera de 1469, durante las negociaciones en Cervera de las capitulaciones matrimoniales de Fernando e Isabel. Nació en Agramunt (Lleida) en la primavera de 1470, hija del rey Fernando II de Aragón y de su amante Juana Nicolau. La boda de los futuros Reyes Católicos tuvo lugar el 19 de octubre de 1469, en el palacio de Vivero de Valladolid. Fernando designó a su hermana Juana y la maestra Estefanía Carròs (docente de los retoños de la familia real), tutora y educadora, respectivamente, de la pequeña Juana. Bernardino y Juana -la catalana- fueron los únicos familiares que acompañaron a Juana «la Loca» en el cortejo fúnebre que trasladaba el cadáver de Felipe a Granada. A medio camino; Juana, en avanzado estado de gestación parió a Catalina. En aquel aprieto, Bernardino y Juana hicieron de padrinos de la futura reina de Portugal. Juana -la catalana- se convertiría en la sombra y en la confidente de Juana -la castellana, enferma y recluida. 
De su segundo matrimonio nació:
- Juliana Ángela de Velasco y Aragón (n. 16 de marzo de 1509), I condesa de Castilnovo, casada en 1520 con su primo hermano Pedro Fernández de Velasco y Tovar,[3] III duque de Frías,[2] hijo de Iñigo Fernández de Velasco y Mendoza, hermano de Bernardino y su sucesor.[2] Juliana Angélica tenía casi tres años de edad cuando falleció su padre, y heredó cuantiosos bienes adquiridos de sus banqueros conversos y agentes marítimos en San Vicente de la Barquera, Laredo y San Sebastián y de la renta de los diezmos del mar.

Tuvo varios hijos fuera de sus matrimonios que fueron legitimados:
En Clara de Orense, natural de Burgos y viuda, tuvo a:
- Pedro Fernández de Velasco, señor de Cuzcurrita y Silanes,[2] fallecido a bordo de una galera a causa de la peste.
- Isabel de Velasco, que fue la segunda esposa de Martín de Avendaño y Gamboa, señor de Urquizo, Olaso, Villarreal de Álava, señor de las casas solares de Avendaño, Gamboa, Urquizu, Ozpaz y Zornoza y ballestero mayor del rey.[2]

En Inés Enríquez, soltera, tuvo a: 
- Juan de Velasco, general de las galeras españolas.[3]
- Pedro Suárez.[3]
- Bernardino de Velasco,[3] I señor de Castelgeriego, Salazar, Sotos Gordos, Amaya y Revilla, casado con Catalina Velázquez de Cuéllar.[2]

Ya viudo de su segunda mujer, tuvo en Inés de Sagredo, con quien quiso casar dos meses antes de morir:
- Bernardino de Velasco.[3]

Después de enviudar de su segunda mujer, consideró contraer un nuevo matrimonio con una hija de Gonzalo Fernández de Córdoba, «el Gran Capitán». Entonces, la reina Germana de Foix, segunda esposa de Fernando el Católico, criticó tal pretensión de casar con una mujer que, a diferencia de sus primeras esposas, no llevaba sangre real; a ello el duque de Frías respondió que solamente imitaba al rey, que había hecho lo mismo al casar con ella. Falleció poco después en Burgos, el 9 de febrero de 1512, y la tradición dice que pudo haber sido envenenado por las damas de la reina.

## Herencia
Tras fallecer sin dejar descendencia masculina legítima, el ducado de Frías fue heredado por su hermano Íñigo. El señorío de Pedraza desde la muerte de su esposa Blanca de Herrera fue ejercido por él mismo, y a su muerte también pasó a manos de su hermano Íñigo, en vez de a la hija habida entre ambos, Ana Fernández de Velasco y Herrera, casada con Alonso Pimentel y Pacheco, V conde y I duque de Benavente, quien se enfrentó violentamente a Íñigo en 1512 reclamando los derechos de su esposa sobre la villa, sin conseguirlo.
En su testamento, Bernardino había incluido ciertas cláusulas para que, en caso de su fallecimiento sin sucesión masculina, heredaran también sus hijos varones ilegítimos para protegerlos de la rapacidad de su hermano menor Iñigo, llamado a heredar el estatus señorial y familiar, casado con María de Tovar, señora de Berlanga de Duero, a quien parece que debía muchas fincas y dineros.